# Чекич, Озлем
Озлем Сара Чекич (дат. Özlem Sara Cekic; род. 7 мая 1976, Анкара) — датский бывший политический деятель. Член Социалистической народной партии (SF). В прошлом — депутат фолькетинга (2007—2015). Основатель и генеральный директор организации Brobyggerne – Center for Dialogkaffe с 2019 года.

## Биография
Родилась 7 мая 1976 года в Анкаре, столице Турции. Переехала в Данию, когда ей было 10 лет.
В 1993—1996 годах училась в гимназии Рюсенстеен.
В 1996—2000 годах получила профессию медсестры в компании Hovedstadens Sygehusfællesskab, существовавшей в 1995—2007 годах и включавшей больницу «Ригсгоспиталет» (ведущую многопрофильную больницу в Копенгагене), пять больниц коммуны Копенгаген (Биспебьерг, Санкт-Ханс и другие) и больницу Фредериксберг.
В 1996—2007 годах работала переводчиком турецкого языка в системе здравоохранения, полиции и суде.
В 2000—2004 годах работала медсестрой в психиатрическом отделении больницы Биспебьерг, в 2004—2006 годах — в больнице «Ригсгоспиталет», в 2006—2007 годах — в больнице Санкт-Ханс, в 2007 году — в новом педиатрическом отделении «Ригсгоспиталет».
В 2006—2007 годах была ментором и участницей ток-шоу «Оракулы» (Oraklerne) на телеканале  DR2, где мусульманки обсуждали различные вопросы. В 2007 году была ведущей шоу «Миссия: Интеграция» (Mission Integration) на телеканале DR2, где молодые новые датчане проходили более или менее невыполнимые задачи по поиску работы, а Озлем Чекич была их наставленицей.
В 2018 году приглашена выступить на главной сцене TED в Нью-Йорке.

## Политическая карьера
В 2001 году вступила в Социалистическую народную партию (SF).
По результатам парламентских выборов 13 ноября 2007 года избрана депутатом фолькетинга в многомандатном избирательном округе Копенгаген от Социалистической народной партии. Стала одной из первых иммигранток, избранных в фолькетинг. Переизбрана на следующих выборах 2011 года. Была депутатом до окончания срока мандата 18 июня 2015 года. Была членом Комитета по культуре (2014–2015), Комитета по равенству (2013–2015 и 2011–2012), Комитета по иностранным делам (2013–2015), Комитета по здравоохранению (2011–2015), Комитета Совета по этике (2011–2015) и Наблюдательного совета, созданного в соответствии со статьей 71 Конституции (2007—2015),  датской делегации в Парламентской ассамблее Совета Европы (2013—2015), Комитета по городскому и жилищному строительству (2011–2013) и Социального комитета  (2007–2012; председатель в 2011–2012 годах).
На парламентских выборах 18 июня 2015 года Социалистическая народная партия потеряла более половины представительства и Озлем Чекич не была переизбрана.

## «Наведение мостов»
С 2008 года принимала участие и была инициатором ряда проектов, целью которых является «наведение мостов» между различными группами населения.
В 2010 году инициировала и создала концепцию диалога за кофе (dialogkaffe). Она приглашала авторов, приславших ей письма с изъявлением ненависти, поговорить за кофе в попытке добиться взаимопонимания.
В 2013 году инициировала общенациональную кампанию «Голоса новых датчан» (Nydanske stemmer) по поощрению граждан, принадлежащих к этническим меньшинствам, к участию в голосовании на муниципальных выборах.
В 2017—2019 годах была соведущей кампании «Новые датчане» (#NyDanmark), организованной в сотрудничестве с главным редактором Ekstra Bladet Поулем Мадсеном (Poul Madsen) и была направлена на поиск конструктивных решений проблем интеграции в Дании.
В 2018—2019 годах разработала курс для обучения 600 учеников из 4 различных начальных школ навыкам «наведения мостов».
С 2019 года является генеральным директором организации Brobyggerne – Center for Dialogkaffe.

## Публикации
Автор книг: 
- «От Føtex до фолькетинга» (Fra Føtex til Folketinget, 2009)
- «Почему он ненавидит тебя, мама?» (Hvorfor hader han dig, mor?, 2018)
- «Спасибо за кофе» (Tak for kaffe; 2021).

Автор детских книг:
- «Пижамная вечеринка Айше» (Ayses pyjamasfest, 2013);
- «Красный шарф Айше» (Ayses røde tørklæde, 2014);
- «Рамадан Айше» (Ayses ramadan, 2014).

Соавтор книг:
- «История моей бабушки» (Min bedstemors historie, 2007);
- «Оказавшись между двумя поколениями» (Klemt mellem to generationer, 2008);
- «С кожей или без: дискуссионная книга о мужском обрезании» (Med eller uden skræl : en debatbog om drengeomskæring, 2009);
- «Поколение может само» (Generation kan selv, 2010);
- «Сначала человек — а потом что?» (Menneske først - og hvad så?, 2011/2012);
- «Восемь бесед с Йесом Герлахом о психиатрии в Дании» (Otte samtaler med Jes Gerlach om psykiatrien i Danmark, 2013).

## Личная жизнь
Является мусульманкой.
В 20 лет вступила в брак по договорённости, затем развелась и вступила во второй брак. Имеет троих детей.